# Bernhard Husfeld
Bernhard Husfeld (geboren am 9. Mai 1900 in Berlin; gestorben am 2. März 1970 in Edenkoben) war ein deutscher Agrarwissenschaftler und Fachmann für Rebenzucht und Weinbau.

## Leben und Wirken
Husfeld war der Sohn eines Kaufmanns. Er studierte von 1918 bis 1922 Agrarwissenschaft an der Landwirtschaftlichen Hochschule in Berlin. Danach arbeitete er als wissenschaftlicher Mitarbeiter im Arbeitskreis von Erwin Baur, dem ersten Direktor des  Kaiser-Wilhelm-Instituts für Züchtungsforschung in Müncheberg. Husfeld war beteiligt an der Züchtung einer bitterstofffreien Lupine, der sogenannten Süßlupine sowie an den Zuchtversuchen von Weinreben mit Resistenzen gegen Reblaus und Mehltaukrankheiten. 1932 promovierte er an der Universität Gießen mit einer Arbeit über die Züchtung plasmoparawiderstandsfähiger Reben.
Nach dem Tod Erwins Baurs Ende 1933 übernahm er die kommissarische Leitung des Instituts. In kritischen historischen Dokumentationen wird davon ausgegangen, dass die Wahl auf ihn fiel, weil er zum 1. Mai 1933 der NSDAP beigetreten war (Mitgliedsnummer 3.076.260) und dem Freundeskreis der SS nahestand. In anderen biografischen Quellen findet diese Aussage keine Erwähnung, wird aber auch nicht bestritten. Nach der im Frühjahr 1936 erfolgten Einsetzung von Wilhelm Rudorf als neuer Institutsdirektor war Husfeld bis 1942 dessen Stellvertreter und Abteilungsleiter. Von 1943 bis 1946 leitete er das Kaiser-Wilhelm-Institut für Rebenzüchtungsforschung. Zur Zeit des Nationalsozialismus war er zudem Reichsbeauftragter für Rebenzüchtung. Als solcher denunzierte er Menschen rassistisch („Oppenheimer war Doktorand am Kaiser-Wilhelm-Institut und hatte zur Frau einen Bastard Jude x Japaner“).
1945 eröffnete er zusammen mit Otto Schröck das Institut am Standort Müncheberg wieder als Zentralforschungsanstalt für Pflanzenzucht. Er konnte mit den in Sicherheit gebrachten Kreuzungen die Forschungsarbeit an den Züchtungen auf dem Geilweilerhof fortsetzen. Es entstanden die Rebsorten Siegfriedrebe und Aris. Er begründete die Forschungsgesellschaft für Rebenzüchtung, welche 1966 in den Geschäftsbereich des Bundesministers für Ernährung übernommen wurde.
1952 wurde Husfeld zum Mitglied der Accademia Italiana della vite e del vino in Siena ernannt. Im gleichen Jahr wurde ihm die Leitung des Arbeitskreises Rebenzüchtung beim Forschungsring des Deutschen Weinbaus übertragen. Ab 1961 war er Lehrbeauftragter  an der Justus-Liebig-Universität Gießen und wurde dort 1963  zum Honorarprofessor ernannt. 1965 wurde ihm die Ehrendoktorwürde der Agrarwissenschaftlichen Fakultät der Universität Hohenheim verliehen. Im gleichen Jahr erhielt er das Diplom Viticole der Association des Vignerons des Cotes du Rhône. Zudem war Husfeld als Schriftleiter in Zeitschriften zur Pflanzenzüchtung tätig und organisierte Fachtagungen zum Weinbau.

## Schriften
- Über die Züchtung plasmoparawiderstandsfähiger Reben, Springer-Verlag, Berlin 1932 ISBN 3-662-37471-4
- mit Joachim Hackbarth: Die Süßlupine: Züchtung, Anbau und Verwertung einer neuen Kulturpflanze, Parey-Verlag, Berlin 1939